# PH计

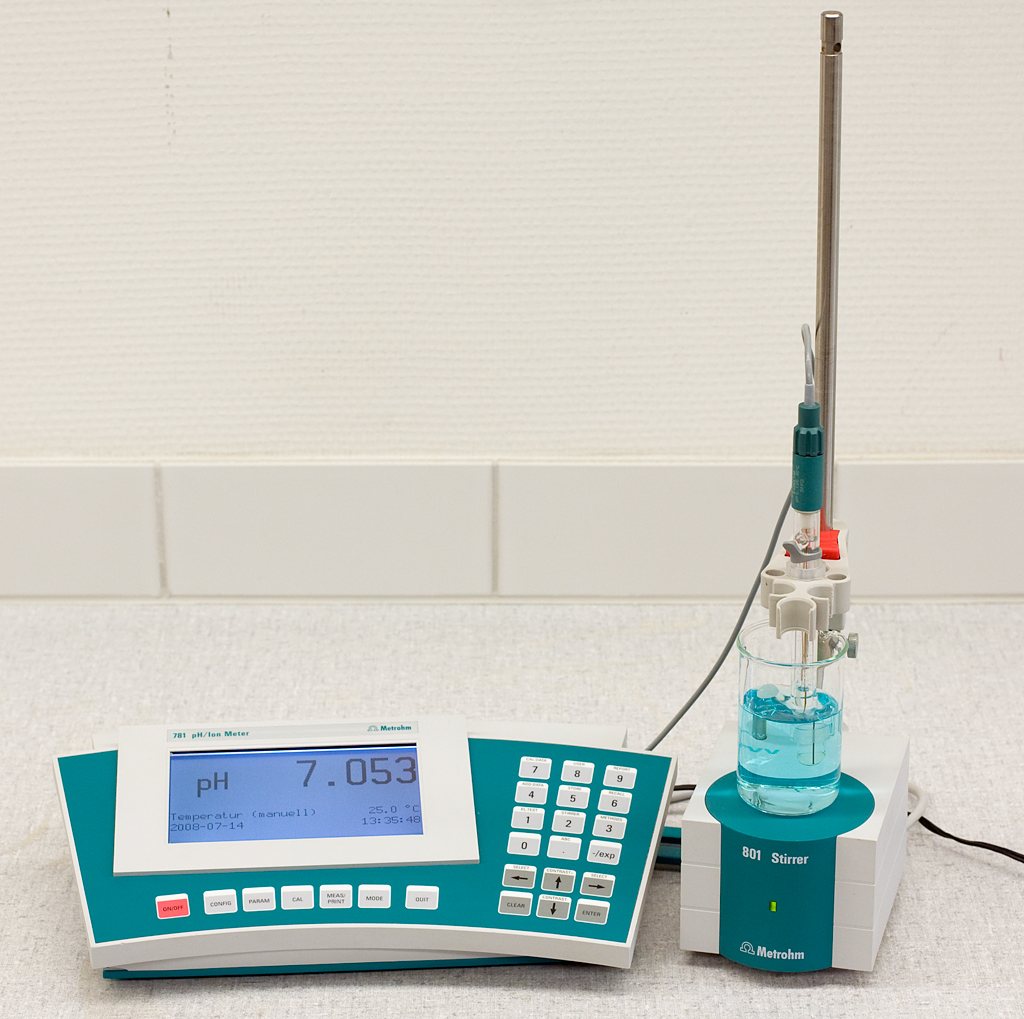
pH计

pH计或称酸碱测计，是一种科学仪器，用于测量水溶液的pH值，以pH值表示溶液的酸度或碱度。pH计测量pH电极和参比电极之间的电势差，因此pH计有时被称为“电位pH计”。电势差与溶液的酸度或 pH 值有关。其被视作由阿諾德·奧維爾·貝克曼於1934年發明。其用途广泛，涵盖实验室操作与品质管制等等。

## 应用
水中发生的化学反应的速率和结果通常取决于水的酸度，因此了解水的酸度非常有用，通常通过 pH 计测量。pH 知识在许多情况下都是有用或关键的，包括化学实验室分析。 pH计用于农业土壤测量、市政供水水质、游泳池、环境修复； 酿造葡萄酒或啤酒； 制造、医疗保健和临床应用，例如血液化学； 以及许多其他应用。
仪器和检测技术的进步扩大了 pH 测量的应用范围。 这些设备已小型化，可以直接测量活细胞内部的 pH 值。除了测量液体的 pH 值外，专门设计的电极还可用于测量半固体物质（例如食品）的 pH 值。 这些电极具有适合刺穿半固体的尖端，电极材料与食品中的成分兼容，并且不易堵塞。

## 设计和使用

### 操作原则
电位器pH计测量两个电极之间的电压并将结果转换成相应的pH值显示。 它们包括一个简单的电子放大器和一对电极，或者一个组合电极，以及某种以 pH 单位校准的显示器。 它通常有一个玻璃电极和一个参比电极，或一个组合电极。 将电极或探针插入待测试的溶液中。pH 计也可能基于锑电极（通常用于恶劣条件）或醌氢电极。
为了准确测量玻璃膜参比电极两侧之间的电位差，通常在膜的每一侧都需要一个氯化银电极或甘汞电极。 他们的目的是衡量各自方面潜力的变化。 一个内置于玻璃电极中。 另一个通过多孔塞与测试溶液接触，可以是单独的参比电极，也可以内置到组合电极中。 产生的电压将是玻璃膜两侧之间的电势差，可能会被两个参比电极之间的一些差异所抵消，这是可以补偿的。 关于玻璃电极的文章有很好的描述和图表。
电极的设计是关键部分：这些是杆状结构，通常由玻璃制成，底部有一个包含传感器的灯泡。 用于测量 pH 值的玻璃电极有一个专门设计用于选择性氢离子浓度的玻璃灯泡。 浸入待测溶液中时，测试溶液中的氢离子与玻璃灯泡上的其他带正电的离子交换，从而在灯泡上产生电化学电势。 电子放大器检测测量中产生的两个电极之间的电势差，并将电势差转换为pH单位。 根据能斯特方程，玻璃泡两端的电化学势大小与 pH 值呈线性相关。
参比电极由连接到显示器的金属导体组成，对溶液的 pH 值不敏感。 该导体浸入电解质溶液（通常是氯化钾）中，电解质溶液通过多孔陶瓷膜与测试溶液接触。显示屏由电压表组成，以 pH 为单位显示电压。
将玻璃电极和参比电极浸入测试溶液中后，电路就完成了，其中产生了电位差并由电压表检测到。 该电路可以认为是从参比电极的导电元件到周围的氯化钾溶液，通过陶瓷膜到测试溶液，玻璃电极的氢离子选择性玻璃，到内部的溶液。 玻璃电极，到玻璃电极的银，最后是显示器件的电压表。电压因测试溶液而异，具体取决于测试溶液与玻璃电极内部溶液之间玻璃膜两侧氢离子浓度差异所产生的电位差。 电路中的所有其他电位差不随 pH 值变化，并通过校准进行校正。
为简单起见，许多 pH 计使用组合探头，由单个探头内包含的玻璃电极和参比电极构成。 关于玻璃电极的文章给出了组合电极的详细描述。
pH 计通常在每次使用前使用已知 pH 值的溶液进行校准，以确保测量的准确性。为了测量溶液的 pH 值，将电极用作探针，将其浸入测试溶液中并保持足够长的时间，以使测试溶液中的氢离子与玻璃电极上的灯泡表面上的离子平衡 。 这种平衡提供了稳定的 pH 测量。

### pH电极和参比电极的设计
pH 电极玻璃膜的制造细节和由此产生的微观结构由制造商作为商业秘密予以保留: 125。  然而，设计的某些方面已公开。 玻璃是一种固体电解质，碱金属离子可以携带电流。 pH敏感玻璃膜通常是球形的，以简化均匀膜的制造。 这些薄膜的厚度高达 0.4 毫米，比原始设计更厚，从而使探头更加耐用。 该玻璃表面具有硅酸盐化学功能，为溶液中的碱金属离子和氢离子提供结合位点。 这提供了 10−6 至 10−8 mol/cm2 范围内的离子交换容量。 氢离子 (H+) 的选择性取决于离子电荷的平衡、相对于其他离子的体积要求以及其他离子的配位数。 电极制造商已开发出适当平衡这些因素的组合物，尤其是锂玻璃：113–139。
尽管有些设计使用饱和甘汞电极，但氯化银电极最常用作 pH 计中的参比电极。 氯化银电极制造简单且重现性高。 参比电极通常由与浸入氯化钾溶液中的银/氯化银混合物接触的铂丝组成。 有一个陶瓷塞，用作与测试溶液的接触，提供低电阻，同时防止两种溶液混合：76–91。
通过这些电极设计，电压表可检测 ±1400 毫伏的电位差。电极进一步设计为与测试溶液快速平衡，以方便使用。 尽管平衡时间随着电极老化而增加，但平衡时间通常小于一秒：164。

### 维持
由于电极对污染物很敏感，因此探头的清洁度对于准确度和精密度至关重要。 探针在不使用时通常保持湿润，并与适合特定探针的介质一起使用，该介质通常是探针制造商提供的水溶液。 探头制造商提供清洁和维护其探头设计的说明。例如，一家实验室级 pH 值制造商给出了针对特定污染物的清洁说明：一般清洁（在漂白剂和清洁剂溶液中浸泡 15 分钟）、盐（盐酸溶液，然后是氢氧化钠和水）、油脂（清洁剂或清洁剂） 甲醇）、参比接点堵塞（KCl 溶液）、蛋白质沉积物（胃蛋白酶和 HCl，1% 溶液）和气泡。

### 标度和操作
德国标准化研究所发布了使用 pH 计进行 pH 测量的标准 DIN 19263。
非常精确的测量需要在每次测量前对 pH 计进行校准。 更典型地，每天操作时执行一次校准。 需要校准，因为玻璃电极不能在较长时间内提供可重复的静电势： 238–239。
根据良好实验室实践的原则，使用至少两种跨越待测 pH 值范围的标准缓冲溶液进行校准。 对于一般用途，pH 4.00 和 pH 10.00 的缓冲液是合适的。 pH 计具有一个校准控件，用于将仪表读数设置为等于第一个标准缓冲液的值；以及第二个控件，用于将仪表读数调整为第二个缓冲液的值。 第三个控件允许设置温度。 标准缓冲液袋可从多家供应商处获得，通常记录缓冲液控制的温度依赖性。 更精确的测量有时需要在三个不同的 pH 值下进行校准。 一些 pH 计提供内置温度系数校正，并在电极探头中配有温度热电偶。 校准过程将探头产生的电压（每个 pH 单位大约 0.06 伏）与 pH 值相关联。 良好的实验室实践规定，每次测量后，用蒸馏水或去离子水冲洗探针，以去除所测量溶液的任何痕迹，并用科学擦拭布吸干任何剩余的水，这可能会稀释样品，从而改变测量结果。 读数，然后浸入适合特定探头类型的存储溶液中。

## pH计的类型
一般来说，pH 计分为三大类。 台式 pH 计通常在实验室中使用，用于测量带到 pH 计进行分析的样品。 便携式或现场 pH 计是手持式 pH 计，用于在现场或生产现场获取样品的 pH 值。  在线或原位 pH 计，也称为 pH 分析仪，用于在过程中连续测量 pH 值，可以独立运行，也可以连接到更高级别的信息系统进行过程控制。 
pH 计的范围从简单且廉价的笔式设备到复杂且昂贵的实验室仪器，这些仪器具有计算机接口以及用于输入指示器和温度测量值的多个输入，以调整由温度引起的 pH 值的变化。 输出可以是数字或模拟，设备可以由电池供电或依靠线路电源。 一些版本使用遥测技术将电极连接到电压表显示设备： 197–215。
专用仪表和探头可用于特殊应用，例如恶劣环境和生物微环境。还有全息 pH 传感器，可利用各种可用的 pH 指示剂以比色法测量 pH。此外，还有基于固态电极而非传统玻璃电极的市售 pH 计。

## 发明历史

化學家 George Garcelon 在實驗室使用贝克曼所發明的pH 計，攝於1951 年

pH 的概念由 S. P. L. Sørensen 于 1909 年定义，电极在 20 年代开始用于 pH 测量。 
1934 年 10 月，阿诺德·奥维尔·贝克曼 (Arnold Orville Beckman) 为他的“酸度计”（后来更名为 pH 计）注册了第一个用于测量 pH 值的完整化学仪器的专利，美国专利号为 2,058,761。 贝克曼在加州理工学院担任化学助理教授时开发了原型，当时他被要求为加州水果种植者交易所（新奇士）设计一种快速准确的测量柠檬汁酸度的方法： 131–135。
1935 年 4 月 8 日，贝克曼更名为国家技术实验室，专注于科学仪器的制造，Arthur H. Thomas 公司是其 pH 计的经销商： 131–135。  1936 年第一个全年销售 ，该公司以 60,000 美元的销售额售出 444 台 pH 计。在接下来的几年里，该公司销售了数百万台。2004 年，贝克曼 pH 计被指定为 ACS 国家历史化学地标，以表彰其作为第一台商业上成功的电子 pH 计的重要性。
丹麦Radiometer公司成立于1935年，并于1936年左右开始销售医疗用pH计，但“工业用自动pH计的开发被忽视了。相反，美国仪器制造商成功开发了具有广泛用途的工业pH计” 各种应用，例如啤酒厂、造纸厂、明矾厂和水处理系统”。
在 20 世纪 40 年代，pH 计的电极通常难以制造，或者由于玻璃易碎而不可靠。 Werner Ingold 博士开始实现单杆测量单元的工业化生产，单杆测量单元是测量电极和参比电极组合在一个结构单元中的组合，这导致了包括药品生产在内的广泛行业的广泛接受。
Beckman 早在 1956 年就推出了便携式“袖珍 pH 计”，但它没有数字读数功能。20世纪70年代，台湾Jenco Electronics设计并制造了第一台便携式数字pH计。 该仪表以 Cole-Parmer Corporation 的标签出售。

## 制造一个pH计
电极需要专业制造，其设计和构造细节通常属于商业机密: 125。  然而，通过购买合适的电极，可以使用标准万用表来完成 pH 计的构造。然而，商业供应商提供了简化使用的电压表显示器，包括校准和温度补偿。

## pH探头
探针测量酸碱度的pH——氢离子在其顶端周围薄壁玻壳离子的活性。pH计测量并显示该探头产生的小电压（约0.06个pH单位伏特）。

## 仪器
pH计电路类似电压表，但并不指示电压大小，而是pH值。由于其玻璃电极具有高电阻（20~1000MΩ）的特点，输入信号必须非常大。因此，一个简单的pH计电路通常在反相配置中含有一个运算放大器，其总电压增益大约为-17倍。反相放大器将探头产生的小电压(+0.059 V/pH)转换成pH值。为了在指示器上显示pH值，通常还要再在其结果上加7V，例如在中性pH值溶液中，探头的输出电压为0V。 pH计的示数值为：0×17+7 =7。
在碱性溶液中，探头的输出电压范围为0至0.41V（7×0.059=0.41）。因此，对于pH=10的样品（pH值高于中性溶液3个单位），3×0.059=0.18V，pH计的示数为0.18×17+ 7=10。在酸性溶液，探头的输出电压范围从-0.41V到0V。因此，对于pH=4的样品，-3×0.059=-0.18V，pH计示数为-0.18×17+ 7=4。